# Giuncaggio
Giuncaggio es una comuna y población de Francia, en la región de Córcega, departamento de Alta Córcega.
Su población en el censo de 1999 era de 76 habitantes.

## Lugares  de interés
- Iglesia Saint Jean del siglo XII